# Jacques Chevalier
Jacques Chevalier, född 13 mars 1882, död 19 april 1962, var en fransk filosof.
Chevalier blev professor vid universitetet i Grenoble 1920. Chevalier företrädde en dynamiskt-spiritualistisk frihetsfilosofi i Émile Boutroux och Henri Bergsons anda. Han utgav verk om René Descartes (9:e upplagan 1929), Blaise Pascal (15:e upplagan 1928) och Henri Bergson (11:e upplagan 1929) samt en metafysiskt-psykologisk studie över vanan, L'habitude (1929).
Chevalier besökte Sverige som föreläsare 1930.